# 斑馬割齒喉盤魚
斑馬割齒喉盤魚（學名：Tomicodon zebra），為輻鰭魚綱鱸形目喉盤魚亞目喉盤魚科的其中一種，其种加词“zebra”意为“有斑马状纹样的”。分布於中東太平洋的加利福尼亞半島海域，體長可達6公分，屬底棲性魚類，棲息在岩石海岸，屬肉食性，以藤壺及甲殼類為食。